# Rudolph von Gersdorff
Rudolph baron von Gersdorff (1660 i Weiche, Schlesien – 11. september 1729 i København) var en tysk adelsmand, der blev dansk stiftamtmand og hofmand.
Han var søn af Georg Rudolph von Gersdorff til Weignitz og Judithe Eleonore von Nostitz og født i Weiche i Schlesien. Han kom til Danmark i Christian V's tid og blev naturaliseret som baron 30. marts 1699. Efter at være blevet etatsråd og i nogen tid at have været amtmand over Mors og Thy blev han 1712 stiftsbefalingsmand i Aalborg. 1717 blev han konferensråd og overhofmester hos dronning Louise og 1721 stiftamtmand i Sjælland og amtmand i Roskilde og Tryggevælde Amter. I 1719 havde han fået Dannebrogordenen. Skønt Gersdorff først og fremmest var hofmand og næppe nogen sinde nogen fremragende embedsmand, fik kan dog sæde i adskillige kommissioner, som i den, der blev nedsat for at undersøge forholdene ved Navigationsskolen i Stege (1722), i den, der behandlede sagen mellem etatsråd Nobel og den noksom bekendte kammerassessor Peter Ryssel (1722), der til sidst kom på Munkholmen på livstid, og i den, der (1725) nedsattes over samme Ryssel og præsten Hans Trojel på Christianshavn.
Gersdorff havde 1684 ægtet en schlesisk dame, Judithe Eleonore von Glaubitz, med hvem han havde flere børn; efter hendes død ægtede han 1709 fru Karen Münchhausen, f. Solgaard (1668-1742), datter af rektor i Holstebro Jep Solgaard; hun havde allerede været gift 3 gange, sidst med ritmester Henrik Burchard von Münchhausen, og bragte Gersdorff en for den tid betydelig medgift. Gersdorff døde i København 11. september 1729 og ligger begravet i Holstebro Kirke. Han efterlod en omfangsrig dagbog, skrevet på tysk, som går fra juli 1719 til april 1724, rig på interessante oplysninger om livet ved hoffet i de dage.